# マンドリンの音の博物館
マンドリンの音の博物館（マンドリンのおとのはくぶつかん）は、愛知県名古屋市昭和区にある私設博物館（楽器博物館）。
マンドリンを専門に扱う世界で唯一の博物館である。

## 概要
館長でマンドリン奏者の南谷博一が自身で経営していた薬局を改装し、1995年（平成7年）5月8日に開館。館内には南谷が収集した世界中のマンドリンのSPやLP、EPなどのレコードやCDのほか、イタリアのガエタノ・ヴィナッチャやR・マウリを始め、日本で初めてマンドリンを製造した鈴木政吉の初期のマンドリンなど貴重なマンドリンを20数台を展示している。
また、ここで展示されているレコードやCDは有料で試聴することもできる。

## 利用案内
- 開館時間 : 10:00 - 17:00（入館は16:30まで）[6]
- 休館日 : 毎週月曜日、毎月第1日曜日、年末年始、臨時休館日[6]
- 入館料 : 24歳以上 700円、24歳未満 500円、小学生 80円[6]

## 交通アクセス
- 名古屋市営地下鉄鶴舞線「川名駅」下車徒歩約3分[4]。
- 名古屋市営バス「弁天前」バス停下車徒歩約3分[4]。